# Saprosites merkli
Saprosites merkli är en skalbaggsart som beskrevs av Riccardo Pittino 2008. Saprosites merkli ingår i släktet Saprosites och familjen Aphodiidae. Inga underarter finns listade i Catalogue of Life.